# Шапиев, Расул Шапиевич
Расул Шапиевич Шапиев (4 мая 1995) — российский и македонский борец вольного стиля, чемпион Северной Македонии.

## Карьера
Борьбой начал заниматься в селе Цуриб под руководством Магомеда Магомедова. Позднее перебрался в махачкалинскую школу имени Абдулрашида Садулаева, где тренировался у Шамиля Омарова. 27 августа 2012 года ему было присвоено звание мастер спорта России. В сентябре 2016 года в Краснодаре в финале второго Международного турнир памяти Бесика Кудухова, уступил Тимуру Бижоеву. 14 июня 2017 года в 1/4 финала чемпионата России в Назрани против Хетага Цаболова, после опасного приема Цаболова, Шапиев от боли стал наносить ему удары по голове, в итоге возник конфликт с участием тренеров и секундантов, сотрудникам безопасности понадобилось не более двух минут, чтоб его уладить, а схватка закончилась рукопожатием соперников. В феврале 2018 года в Хасавюрте занял 5 место на чемпионате Дагестана на призы Загалава Абдулбекова. В марте 2020 года в Хасавюрте, уступив в финале Магоме Дибиргаджиеву, стал серебряным призёром чемпионата СКФО. В январе 2021 года в Каспийске, одолев в финале Халида Эльбердиева (10:4), стал чемпионом Дагестана. В начале марта 2022 года, вместе со своим одноклубником Ахмадом Магомедовым, получил паспорт Северной Македонии, процедура длилась около полугода. В январе 2023 года в Скопье, одержав три досрочные победы стал чемпионом Северной Македонии.

## Спортивные результаты
- Чемпионат Северной Македонии по вольной борьбе 2023 — ;